# Perekopiwka (obwód połtawski)
Perekopiwka (ukr. Перекопівка) – wieś na Ukrainie, w obwodzie połtawskim, w rejonie myrhorodzkim, w hromadzie Wełyka Bahaczka. W 2001 liczyła 97 mieszkańców, spośród których 92 wskazało jako ojczysty język ukraiński, 4 rosyjski, a 1 mołdawski.